# Бадрі Хасая
Бадрі Хасая (груз. ბადრი ხასაია; нар. 24 вересня 1979, Кутаїсі, Грузинська РСР) — грузинський борець греко-римського стилю, срібний та бронзовий призер чемпіонатів світу, переможець, срібний та бронзовий призер чемпіонатів Європи, бронзовий призер Кубкіу світу, учасник Олімпійських ігор.

## Життєпис
Боротьбою займається з 1988 року. Був срібним призером чемпіонату світу 1995 року серед кадетів, бронзовим призером чемпіонату світу 1998 року серед юніорів, чемпіоном Європи 1999 року серед юніорів. 
Виступав за спортивне товариство «Динамо» Тбілісі. Тренер — Дамерлан Давідая (з 1988). 

## Спортивні результати на міжнародних змаганнях

### Виступи на Олімпіадах
| Змагання                    | Збірна | Вагова категорія                 | Місце |
| --------------------------- | ------ | -------------------------------- | ----- |
| Літні Олімпійські ігри 2008 | Грузія | греко-римська боротьба, до 84 кг | 16    |

### Виступи на Чемпіонатах світу
| Змагання                        | Збірна | Вагова категорія                 | Місце  |
| ------------------------------- | ------ | -------------------------------- | ------ |
| Чемпіонат світу з боротьби 2002 | Грузія | греко-римська боротьба, до 74 кг | Срібло |
| Чемпіонат світу з боротьби 2003 | Грузія | греко-римська боротьба, до 74 кг | 13     |
| Чемпіонат світу з боротьби 2005 | Грузія | греко-римська боротьба, до 84 кг | 18     |
| Чемпіонат світу з боротьби 2006 | Грузія | греко-римська боротьба, до 84 кг | 5      |
| Чемпіонат світу з боротьби 2007 | Грузія | греко-римська боротьба, до 84 кг | Бронза |
| Чемпіонат світу з боротьби 2009 | Грузія | греко-римська боротьба, до 84 кг | 5      |

### Виступи на Чемпіонатах Європи
| Змагання                         | Збірна | Вагова категорія                 | Місце  |
| -------------------------------- | ------ | -------------------------------- | ------ |
| Чемпіонат Європи з боротьби 2002 | Грузія | греко-римська боротьба, до 74 кг | Золото |
| Чемпіонат Європи з боротьби 2003 | Грузія | греко-римська боротьба, до 74 кг | 10     |
| Чемпіонат Європи з боротьби 2005 | Грузія | греко-римська боротьба, до 84 кг | Бронза |
| Чемпіонат Європи з боротьби 2007 | Грузія | греко-римська боротьба, до 84 кг | 14     |
| Чемпіонат Європи з боротьби 2008 | Грузія | греко-римська боротьба, до 84 кг | Срібло |

### Виступи на Кубках світу
| Змагання                    | Збірна | Вагова категорія                 | Місце  |
| --------------------------- | ------ | -------------------------------- | ------ |
| Кубок світу з боротьби 2003 | Грузія | греко-римська боротьба, до 74 кг | Бронза |
| Кубок світу з боротьби 2008 | Грузія | греко-римська боротьба, до 84 кг | 6      |

### Виступи на інших змаганнях
| Змагання                                                        | Збірна | Вагова категорія                 | Місце  |
| --------------------------------------------------------------- | ------ | -------------------------------- | ------ |
| Міжнародний меморіал Дейва Шульца 2000                          | Грузія | греко-римська боротьба, до 76 кг | Золото |
| Олімпійський кваліфікаційний турнір з боротьби 2004 (Новий Сад) | Грузія | греко-римська боротьба, до 74 кг | 16     |
| Олімпійський кваліфікаційний турнір з боротьби 2004 (Ташкент)   | Грузія | греко-римська боротьба, до 74 кг | 5      |
| Золотий Гран-прі з боротьби 2009                                | Грузія | греко-римська боротьба, до 84 кг | Бронза |
| Золотий Гран-прі з боротьби 2010 (Тбілісі)                      | Грузія | греко-римська боротьба, до 84 кг | 14     |

### Виступи на змаганнях молодших вікових груп
| Змагання                                       | Збірна | Вагова категорія                 | Місце  |
| ---------------------------------------------- | ------ | -------------------------------- | ------ |
| Чемпіонат світу з боротьби серед кадетів 1995  | Грузія | греко-римська боротьба, до 60 кг | Срібло |
| Чемпіонат світу з боротьби серед юніорів 1996  | Грузія | греко-римська боротьба, до 63 кг | 12     |
| Чемпіонат Європи з боротьби серед юніорів 1998 | Грузія | греко-римська боротьба, до 70 кг | 4      |
| Чемпіонат світу з боротьби серед юніорів 1998  | Грузія | греко-римська боротьба, до 70 кг | Бронза |
| Чемпіонат Європи з боротьби серед юніорів 1999 | Грузія | греко-римська боротьба, до 76 кг | Золото |
| Чемпіонат світу з боротьби серед юніорів 1999  | Грузія | греко-римська боротьба, до 76 кг | 5      |